# Base de la Fuerza Aérea Hickam

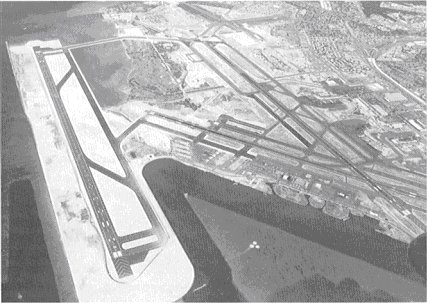
Foto aérea de la base.

La Base de la Fuerza Aérea Hickam era una instalación militar de la Fuerza Aérea de los Estados Unidos. La base se fusionó en 2010 con la Estación Naval de Pearl Harbor para convertirse en parte de la Base Conjunta Pearl Harbor-Hickam. situada en la isla de Oahu, Estado de Hawái. 